# Equipo Kern Pharma
Equipo Kern Pharma is een Spaanse continentale wielerploeg die in 2020 werd opgericht. Het team komt voort uit de Spaanse amateur ploeg Lizarte.
De Nederlander Danny van der Tuuk rijdt sinds 2021 voor de ploeg.

## Ploegleiding
| 2021 Jon Armendariz (2020-) Juanjo Oroz (2020-) Mikel Nieve (2023-) Pablo Urtasun (2020-) Mikel Ezkieta (2021-) | Voormalige Esteban Peña (2020) Maria Gil Iborra (2021) Haritzer Medina (2021) |

## Grote rondes
| 0 Jaar | Ronde van Italië   | Ronde van Italië | Ronde van Frankrijk | Ronde van Frankrijk | Ronde van Spanje     | Ronde van Spanje                            |
| 0 Jaar | hoogste klassering | etappewinst      | hoogste klassering  | etappewinst         | hoogste klassering   | etappewinst                                 |
| ------ | ------------------ | ---------------- | ------------------- | ------------------- | -------------------- | ------------------------------------------- |
| 2020   | geen deelname      | geen deelname    | geen deelname       | geen deelname       | geen deelname        | geen deelname                               |
| 2021   | geen deelname      | geen deelname    | geen deelname       | geen deelname       | geen deelname        | geen deelname                               |
| 2022   | geen deelname      | geen deelname    | geen deelname       | geen deelname       | 26e José Félix Parra |                                             |
| 2023   | geen deelname      | geen deelname    | geen deelname       | geen deelname       | geen deelname        | geen deelname                               |
| 2024   | geen deelname      | geen deelname    | geen deelname       | geen deelname       | 17e José Félix Parra | 12e en 15e Pablo Castrillo 18e Urko Berrade |

## Overwinningen
N.B. zie jaarpagina's voor overwinningen vanaf 2022.
| 2020 3e etappe Belgrado-Banja Luka: Enrique Sanz 2021 5e etappe Ronde van Alentejo: Enrique Sanz 4e etappe Tour Alsace: José Félix Parra Eindklassement Tour Alsace: José Félix Parra |

2020 · 2021 · 2022 · 2023 · 2024 · 2025
Burgos-Burpellet-BH · Caja Rural-Seguros RGA · Equipo Kern Pharma · Euskaltel-Euskadi · Israel-Premier Tech · Lotto · Q36.5 Pro Cycling Team · Solution Tech-Vini Fantini · Team Corratec-Vini Fantini · Team Flanders-Baloise · Team Novo Nordisk · Polti VisitMalta · TotalEnergies · Tudor Pro Cycling Team · Unibet Tietema Rockets · Uno-X Mobility · VF Group-Bardiani CSF-Faizanè · Wagner Bazin WB
Zie ook: UCI ProSeries · Continental Circuits
Adrià · Agirre · Araiz · Arrieta · Berrade · Carboni (vanaf 9/9) · Carretero · J. Castrillo · Cobo · Galván · C. García Pierna · R. García Pierna · Jaime · D. Lopez · J. López · Marquez · Mendez · Miquel · Moreno · Novikov · Parra · Řepa · Ruiz · Sánchez · van der Tuuk · P. Castrillo (stagiair) · Fernandez (stagiair) · Retegi (stagiair)
Adrià · Agirre · Arrieta · Berrade · Carboni · Carretero · Castrillo · Cobo · Elosegui · Galván · C. García Pierna · R. García Pierna · Jaime · López · Marquez · Miquel · Parra · Řepa (tot 2/5) · Retegi · Ruiz · Sánchez · van der Tuuk · Aznar (stagiair) · Carrascosa (stagiair) · Dorenbos (stagiair)
Agirre · H. Aznar · U. Aznar · Berrade · Brustenga · Castrillo · Cobo · Elosegui · Fernández · Galván · García Pierna · Gutiérrez · Iribar · Jaime · López · Marquez · Miquel · Parra · Retegi · Ruiz · Sánchez · Soto · Uriarte · van der Tuuk · Azanza (stagiair) · Carrascosa (stagiair) · Etxeberria (stagiair)